# Josef Stalin
Josef Stalin, egentligen Iosif Vissarionovitj Dzjugasjvili (fil), född 1878 eller 1879 i Gori i Kejsardömet Ryssland (nuvarande Georgien), död 5 mars 1953 på Kuntsevo utanför Moskva, var en revolutionär och så småningom sovjetisk politiker av georgisk börd.
Stalin blev 1922 den förste generalsekreteraren i Sovjetunionens kommunistiska parti och övertog efter Vladimir Lenins död 1924 makten över partiet, en position han bibehöll fram till sin död 1953. Han var även formellt regeringschef från 1941. Under hans tid vid makten formulerade det sovjetiska kommunistpartiet den tolkning av Karl Marx och Vladimir Lenins teorier som sammanfattas i termen marxism-leninism.
Stalin betraktas ofta som en av den moderna historiens mest inflytelserika män. Genom utrensningar inom det styrande kommunistiska partiet gjorde han sig av med oppositionella krafter, även om partiet i formell mening förblev kollektivt styrt.  Under Stalins styre infördes femårsplaner i ekonomin, vilket innebar en mycket snabb och omfattande industrialisering och att jordbruket kollektiviserades.  Under Stalins tid vid makten organiserades massmord på politiska motståndare, och miljontals dog i de arbetsläger (Gulag) som organiserades som ett led i den hårdnande politiska repressionen under hans styre. 
Utrikespolitiskt viktiga händelser var dels beslutet 1939 om att ingå en icke-angreppspakt med Nazityskland - Molotov-Ribbentropp-pakten, dels Sovjetunionens deltagande i andra världskriget mot Tyskland mellan 1941 och 1945. Sovjetunionens insatser i kriget spelade en avgörande roll för de allierades seger. 
Stalin dog 5 mars 1953 av vad som antas ha varit en hjärnblödning. 

## Biografi

### Uppväxt

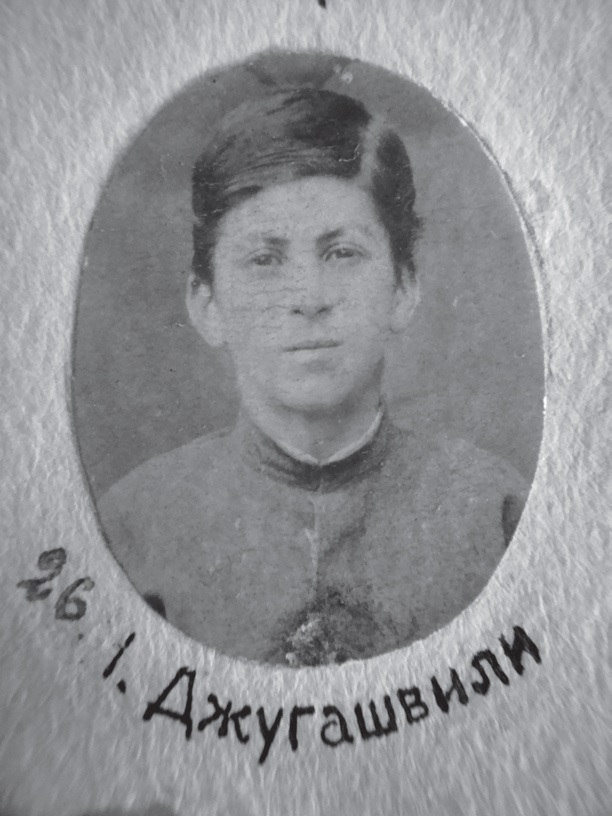
Stalin omkring 1893.

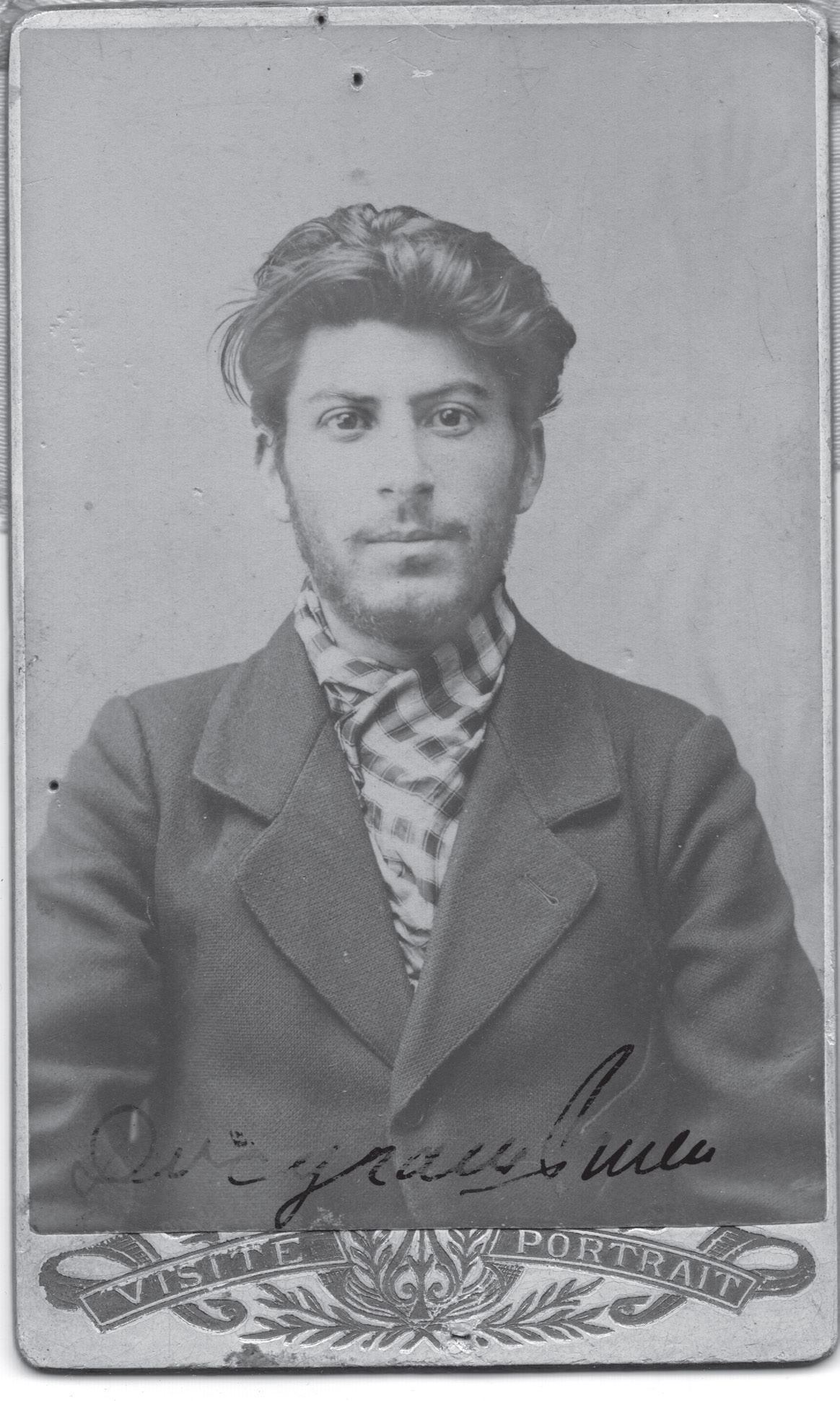
Stalin 1902.

Stalin föddes år 1878 eller 1879 i staden Gori i guvernementet Tiflis som ligger i dagens Georgien. Det råder oklarhet om hans födelseår, och även datum: 18 december eller 21 december enligt modern tideräkning. Han fick namnet Josef Vissarionovich Dzjugasjvili.
Josef var det enda överlevande barnet till en skomakare Vissarion (Besarion) Dzjughasjvili, och hans hustru Jekaterina (Ketevan) Geladze. Båda föräldrarna kom från familjer av livegna bönder. Jekaterina var endast femton år gammal när hon gifte sig. Innan Josefs födelse hade paret mist tre nyfödda barn.
Familjen var mycket fattig. Fadern Vissarions skomakeri kunde inte försörja dem och efter en tid tvingades han överge sin verkstad och börja arbeta på en fabrik. Modern arbetade som tvätterska. Fadern missbrukade alkohol och misshandlade sin hustru och sin son. Det ges motstridiga uppgifter om hur länge Vissarion levde. Enligt Isaac Deutscher blev Josef faderlös 1890, vid elva års ålder, men andra källor uppger att Vissarion levde till 1909. Oavsett vilket så var det modern Jekaterina som tog ansvaret för sonens uppfostran.
Vid sex eller sju års ålder drabbades Josef av smittkoppor som satte outplånliga ärr i hans ansikte. Några år senare fick han en allvarlig sårinfektion som gjorde att han för alltid fick svårt att böja vänstra armbågsleden. Denna skada ledde senare till att han 1916 förklarades oduglig för krigstjänst.
Modern Jekaterina var analfabet och djupt religiös. Georgiska var hennes modersmål och varken hon eller Josef kunde någon ryska innan han började skolan. Hon tog det mot hennes bakgrund ovanliga beslutet att sätta sin nioåriga pojke i femårig kyrkskola i stället för att låta honom bli lärling hos någon hantverkare. I skolan konfronterades Josef med de stora klasskillnaderna mellan honom och de flesta andra barnen, som kom från mer välbärgade familjer. Han lärde sig lätt den i skolan obligatoriska ryskan och var en av de bästa eleverna i sin klass. Efter att ha gått ut skolan med goda betyg  började han studera till präst vid det ortodoxa prästseminariet i Tbilisi.

### Tidig politisk verksamhet
Josef studerade vid prästseminariet i Tbilisi 1894-1899. Under denna tid - de senare tonåren - levde han i en storstad som skilde sig mycket från det lilla samhälle där han var uppvuxen. Han mötte också det komplicerade förhållandet mellan Georgien och Ryssland, som å ena sidan var en främmande övermakt och å andra sidan en kristet ortodox bundsförvant gentemot det muslimska Osmanska riket. Via det ryska tog han också del av västeuropeisk kultur och tankevärld och de revolutionära idéer som utvecklats och organiserats i Europa. I kontrast mot detta var seminariet som sådant en instängd och förtryckande institution, men Josef liksom ett antal andra studenter protesterade och hittade vägar att samverka med samhället utanför.
Josef gick som artonåring med i en illegal socialdemokratisk sammanslutning, där han för första gången kom i kontakt med Karl Marx tankar och idéer. Han anslöt sig till Rysslands socialdemokratiska arbetarparti strax efter att det bildades. Han blev också ateist men studerade fortfarande vid prästseminariet. 1899 blev han avstängd från seminariet efter att ha läst förbjudna böcker och arrangerat hemliga möten med andra studenter. Efter att en tid ha flyttat hem till sin mor fick han anställning som biträde vid observatoriet i Tbilisi med en mycket blygsam lön och ett eget rum där han friare kunde hålla möten och träffa likasinnade.
Den unge revolutionären tog sig 1901 pseudonymen Koba.  1901 valdes han in i Tbilisis socialdemokratiska kommitté. Under femton år levde han sedan som underjordisk politisk aktivist, verksam främst i och omkring Kaukasus. Han organiserade arbetarföreningar, strejker och demonstrationer och skrev flygblad och artiklar i partiets illegala tidningar. För sitt uppehälle var han helt beroende av bidrag från partiet. Han blev fängslad fyra gånger (1902, 1909, 1912 och 1913). De tre första gångerna lyckades han fly, återvände till Kaukasien och fortsatte sin underjordiska verksamhet. Den fjärde gången tvingades han tillbringa fyra år (1913-1917) i ett arbetsläger i Turuchansk i Sibirien.
Det ryska socialdemokratiska partiet tillhörde sedan 1898 den europeiska sammanslutningen Andra internationalen. Vid den här tiden var de socialdemokratiska partiorganisationerna revolutionära, och internationalen innefattade då även de partier som senare skulle bryta sig ut och börja kalla sig kommunister. Internationalens tongivande partier fanns i Tyskland, Österrike och Frankrike. Eftersom det ryska partiet arbetade illegalt och Lenin och andra ledare levde i exil kunde det inte hålla kongresser inom landet. I stället samlades man 1903 till en kongress i Bryssel med fortsättning i London. Meningsmotsättningar kring partiets roll och revolutionens karaktär ledde till en splittring inom partiet mellan mensjeviker som förespråkade ett brett arbetarparti och bolsjeviker som i enlighet med Lenins idéer ville se ett strängare disciplinerat parti av aktiva revolutionärer. Koba satt fängslad i Sibirien när kongressen hölls, men efter att han lyckats fly och återvänt till Kaukasien anslöt han sig till bolsjevikerna.
1905 utbröt uppror i huvudstaden S:t Petersburg och på en rad andra platser, händelser som tillsammans kallas Ryska revolutionen 1905. Koba organiserade och agiterade för väpnade aktiviteter i Kaukasien och förvaltade partiets hemliga vapenförråd och sprängmedelsfabrik. Revolten slogs ned men ledde till att tsar Nikolaj II utfärdade oktobermanifestet, ett dokument som skulle garantera vissa medborgerliga fri- och rättigheter, samt ett parlament (duman) med rätt att stifta lagar. Därefter kunde politiska partier agera mera öppet. Socialdemokraterna höll 1905 en partikongress i Tammerfors i Finland som vid denna tid var en del av Ryssland. Detta var första gången som Koba besökte Europa och det var också första gången han träffade sin förebild Lenin. I april 1906 reste Koba som kaukasisk bolsjevikrepresentant till Stockholm för att delta i en socialdemokratisk konferens där även Lenin och Hjalmar Branting deltog. Senare gjorde han liknande resor till London, Krakow och Wien.
1912 var splittringen mellan de båda partifraktionerna definitiv och bolsjevikerna bildade ett eget parti. Koba satt då fängslad men blev i sin frånvaro utsedd till ledamot i bolsjevikpartiets centralkommitté, samt redaktör för partiets tidning Pravda. Samma år tog han sig det nya kodnamnet Stalin.
Vid oktoberrevolutionen 1917 störtades den provisoriska regering som bildats efter februarirevolutionen samma år. Ryssland förvandlades till en sovjetrepublik, där ordet sovjet syftar på de arbetarråd som bildades i delar av landet. Revolutionen leddes av bolsjevikerna. De mest framträdande ledarna var Lenin, som strax innan återvänt till Ryssland från sin europeiska exil, och den tidigare mensjeviken Trotskij, som efter februarirevolutionen hade anslutit sig till bolsjevikpartiet. Stalin bedöms inte ha spelat någon framträdande roll under själva upprorsdagarna.

### Efter revolutionen
Efter oktoberrevolutionen bildade bolsjevikerna regering tillsammans med socialrevolutionära partiet. Stalin utsågs till folkkommissarie för nationalitetsfrågor och ingick i regeringens inre kabinett tillsammans med Lenin, Trotskij och två socialrevolutionärer. Bolsjevikpartiet bytte 1918 namn till Rysslands kommunistiska parti (bolsjevikerna). Stalin ingick i partiets innersta krets, politbyrån och valdes 1922 till den då tämligen administrativa posten som centralkommitténs generalsekreterare. Denna post blev sedermera den mäktigaste posten inom partiet.
Protester mot Tsarrysslands deltagande i första världskriget hade varit en av de saker som utlöst 1917 års omvälvningar, och en av den nya revolutionära regeringens första åtgärder var att inleda förhandlingar om en separatfred med centralmakterna. Freden undertecknandes i Brest-Litovsk i mars 1918. Diskussionen om fredsvillkoren ledde till svåra slitningar inom regeringen. Bolsjevikerna hade hoppats på att den ryska revolutionen skulle utlösa en revolution i flera länder och framför allt den starkaste krigsmotståndaren Tyskland och att arbetarregeringar i flera länder gemensamt skulle sätta stopp för kriget. Så skedde inte. Men fred var ett av den nya regeringens viktigaste löften, och för att avsluta kriget accepterade bolsjevikerna en fred på för Ryssland förnedrande villkor. Socialrevolutionärerna protesterade genom att avgå ur regeringen. Därmed kom regeringsmakten helt i bolsjevikernas händer. Lenins roll som revolutionens och regeringens ledare var oomstridd, men mellan hans båda närmaste medarbetare utvecklades en rivalitet som inledningsvis åtminstone delvis kan ha bottnat i personlig misstro eller till och med aversion mellan den Leninbeundrande georgiska slavättlingen Stalin och den västorienterade självsäkre och hyllade revolutionsledaren Trotskij.
Trots fredsavtalet blev det ingen fred. Inhemska krafter som motsattes sig revolutionen tog till vapen och fick stöd av en rad utländska styrkor, främst från Rysslands tidigare allierade. Det ryska inbördeskriget varade fram till 1922 och slutade med att den av Trotskij organiserade Röda armén besegrade motståndet och fastställde den nya sovjetstatens gränser till större delen av det som tidigare utgjort tsarens Ryssland. Kriget och den uteblivna framgångsrika revolutionen i mera industrialiserade länder gjorde det mycket svårt för den sovjetiska regeringen att leva upp till sina egna och sina anhängares ambitioner. Den arbetarklass som hade utgjort basen för revolutionen hade skingrats och demoraliserats och som helhet var landet mycket fattigare efter inbördeskriget än 1917. Partiledningen var splittrad vad gällde en avgörande fråga: Var det möjligt att bygga ett socialistiskt samhälle i det i huvudsak agrara  Ryssland eller krävdes ett bredare internationellt samarbete för att förverkliga socialismen? Trotskij menade att ett socialistisk Ryssland var omöjligt i en värld styrd av kapitalismens marknadskrafter och att det därför var nödvändigt att arbeta för en internationell revolution. Stalin såg utifrån de givna omständigheterna uppgiften som att bygga socialism i ett land.
Under inbördeskriget begränsades yttrande- och föreningsfrihet på ett sätt som inte varit den kommunistiska regeringens ursprungliga avsikt. Dessa begränsningar blev sedan bestående. I december 1922 antogs en ny konstitution som i allt väsentligt var utarbetad av Stalin. Den tidigare lösa federationen av olika sovjetrepubliker ombildades till en union där en mängd beslut fattades av en central exekutivkommitté som i sin tur tillsatte regeringen, kallad folkkommissariernas råd. Detta gav mycket stor makt åt den centrala bolsjevikledningen i Moskva.
I mars 1922 drabbades Lenin av en hjärnblödning som gjorde honom oförmögen att arbeta. Han återhämtade sig tillfällig men i mars 1923 fick han ett nytt allvarligt slaganfall som definitivt avlägsnade honom från all politisk verksamhet. Han dog i januari 1924. Lenins sjukdom öppnade för en maktkamp inom politbyrån. I en skrivelse som brukar kallas "Lenins testamente" pekade Lenin ut Stalin och Trotskij som "de båda dugligaste ledaren i den nuvarande centralkommittén" men förde samtidigt fram kritik mot dem båda. Stalin allierade sig med Lev Kamenev och Grigorij Zinovjev (en grupp som kallades triumviratet) och som drev Stalins dogm om "socialism i ett land".. Därefter följde hårda interna strider som bland annat gällde synen på böndernas roll i uppbygget av det socialistiska samhället. Våren 1926 förenade sig Kamenev och Zinoviev med Trotskij, men ställningen inom partiet hade försvagats för dem alla tre och de tvingades underteckna en deklaration där de erkände att de brutit mot partistadgarna.
1927 lyckades Stalin få stöd för att utesluta Trotskij, Kamenev och Zinoviev ur kommunistpartet. Han samlade kring sig en krets av trogna anhängare, bland dem Nikolaj Bucharin, Michail Tomskij, Aleksej Rykov, Vjatjeslav Molotov, Kliment Vorosjilov och Michail Kalinin men fortsatte snart att avsätta även dem från viktiga poster om de inte följde hans direktiv.
1929 hade Stalin den i stort sett absoluta makten i Sovjetunionen.Trotskij tvingades i exil och blev 1940 mördad av en sovjetisk agent. Zinoviev och Kamenev gjorde avbön och återtogs tillfälligt till partiet men uteslöts igen 1932. De och en rad andra ledande kommunister avrättades 1936-38 för påstådd antisovjetisk verksamhet. I mars 1953  hittades Stalin död i sin säng, förmodligen drabbad av hjärnblödning. Hans kropp balsamerades och placerades bredvid Lenins i Leninmausoleet i Moskva. 1961 flyttades den och begravdes i stället i Kremlmuren. 

## Sovjetunionen under Stalin 1929-1939
1929 påbörjades det som i Isaac Deutschers Stalinbiografi kallas Sovjetrysslands andra revolution. I en artikel på tolvårsdagen av oktoberrevolutionen skrev Stalin om de storartade planerna som "Den stora omvälvningen"  (великий перелом). Målet var att mycket snabbt omvandla Sovjetunionen från en agrarstat till en industristat. Så skedde också - landet genomgick en mycket omfattande industrialisering, de små och primitiva jordbruken omvandlades till stora mekaniserade kollektivjordbruk och tio miljoner analfabeter lärde sig läsa och skriva. Samtidigt skedde mycket stora inskränkningar i människors andliga och politiska frihet.
Den stora omvälvningen skedde genom en planekonomi där staten planerade och styrde ekonomin. Efter inbördeskrigets krigskommunism hade regeringen under Lenins ledning tillämpat den så kallade nya ekonomiska politiken, NEP, som blandade storskalig statlig näringsverksamhet med privat jordbruk och företag i liten skala. I och med 1928 års femårsplan övergavs denna politik. I stället skulle mycket mera läggas under statlig kontroll samtidigt som ekonomin planerades att växa kraftigt. Planen var att industriproduktionen skulle öka med 180 procent, investeringarna med 220 procent och konsumtionen med 70 procent. Dessa mål uppfylldes inte.
Denna första femårsplan följdes sedan av andra, både under Stalins tid och det senare Sovjetunionen.

### Kollektiviseringen av jordbruket

#### Bakgrund
Under den sena tsartiden hade det utvecklats en marknadsinriktad klass av välbeställda bönder, kulaker, som drev sina jordbruk med hjälp av anställda. Osäkra uppskattningar säger att de innan revolutionen var mindre än 10 procent av bondeklassen. 50 procent var mellanbönder som kunde försörja sig på sina gårdar men inte producerade något överskott, och 40% var fattigbönder som snarast kan ses som lantarbetare men ägde en liten jordbit. Dessutom fanns jordlösa lantarbetare som arbetade hos kulakerna eller på de stora godsen.
Redan under sovjetstatens tidigaste tid fanns stora svårigheter att få det underutvecklade jordbruket att producera tillräckligt mycket mat för städernas befolkning, och det utdragna inbördeskriget gjorde problemet än mer akut. Storgodsägarnas jord konfiskerades och delades upp till småbönder, vilket innebar minskad produktion. Det gjordes också vissa försök att bilda storjordbruk på konfiskerad mark. Den krigskommunism som tillämpades från sommaren 1918 innebar att säd och andra livsmedel tvångsrekvirerades från bönderna. Detta innebar att bönderna, och framför allt de mer högproducerande kulakerna, gjorde vad de kunde för att dölja information och gömma sin skörd.
Den nya ekonomiska politik (NEP) som infördes 1921 avskaffade tvångsrekvisitionerna och ersatte dem med naturabeskattning. Detta gav bönderna rätt att själva bestämma över sina överskottsprodukter. Den fria marknaden ökade skillnaderna mellan de framgångsrika och de fattiga bönderna. Kulakerna blev fler och starkare, och deras ökade produktion av livsmedel stärkte ekonomin som helhet. Jordbruksproduktionen var dock fortfarande otillräcklig. I januari 1928 var statens inköp av säd från bönderna två miljoner ton mindre än vad som krävdes för stadsbefolkningens försörjning, och städerna hotades av hungersnöd. Stalin beordrade kraftåtgärder mot kulakerna som han ansåg undanhöll spannmål. Den tidigare "alliansen med bönderna" bröts och de partifunktionärer som inte accepterade Stalins hårda linje avskedades.

#### Den första femårsplanen
För att åstadkomma den första femårsplanens vision om snabb tillväxt och industrialisering krävdes en kraftigt ökad produktion av livsmedel. Planens metod för detta var kollektivisering.  Man började organisera in bönderna i kollektivjordbruk, så kallade kolchoser eller statsägda sovchoser med ambitionen att drivas med industriell effektivitet. I slutet av 1929 meddelade Stalin att storbönderna, kulakerna, skulle utrotas som samhällsklass. Kulakernas jord och egendom beslagtogs och överlämnades till de nystartade kollektivjordbruken. De mindre självägande böndernas  jord beslagtogs också och bönderna förväntades arbeta på kolchoser i stället för på egna gårdar. De som protesterade stämplades som kulaker. Åren 1930–1931 deporterades nära två miljoner människor från jordbruksområden i Ryssland och Ukraina till Gulag i Centralasien och Sibirien, eftersom de sades tillhöra kulakfamiljer.
Åtgärderna ledde till stora protester och staten tog till militära maktmedel för att genomföra dem. Det stora flertalet bönder motsatte sig tvånget att bli vad de uppfattade som fabriksarbetare i statsägda jordbruksfabriker. Hellre än att underordna sig slaktade de sina djur, brände sina skördar och slog sönder sina djur. Väldiga jordområden slutade att brukas och resultatet blev en svår hungersnöd, inte minst i den bördiga Ukrainska sovjetrepubliken. Situationen förvärrades av torka och 1932-33 drabbades Ukraina av en svältkatastrof som kallas holodomor. Även andra delar av Sovjetunionen drabbades av svält. Moderna historikers uppskattningen av antalet döda varierar mellan 2,5 och 3,5 miljoner, men det förekommer siffror på upp till 10 miljoner.
De kollektivjordbruk som ändå bildades saknade både maskiner, drivmedel och teknisk kunskap, och när mer än hälften av Sovjetunionens hästar hade slaktats i protest eller som mat tvingades Stalin att inse att hans plan misslyckats. Takten i kollektiviseringen minskade från 1930. År 1933, vid slutet av första femårsplanen var sextio procent av landets jord kollektiviserad.

#### Jordbruket efter den stora kollektiviseringen
Under början och mitten av 1930-talet förändrades kollektivjordbrukens karaktär så att bönderna inte avkrävdes total egendomsgemenskap utan tilläts ha egna trädgårdstäppor, fjäderfä och nötkreatur. De flesta av de stora statsägda jordbruken avvecklades och kollektivjordbruken fick karaktären av kooperativ där medlemmarna fick en del av vinsten. Det ledde till att regeringen kunde kollektivisera i stort sett alla kvarvarande privatjordbruk utan att möta hätskt motstånd. Vid slutet av 1930-talet hade den nya samhällsstrukturen på landsbygden uppnått en visst mått av stabilitet och konsolidering. Industrin hade då byggt upp en kapacitet att leverera traktorer och andra jordbruksmaskiner, och jordbruket var i hög grad mekaniserat. Skördarna var mångdubbelt större än på det privata jordbrukets tid.

### Industrialiseringen av Sovjetunionen
Den första femårsplanen, antagen 1928, hade  mycket högt ställda mål om uppbyggnad av den tunga industrisektorn. Att målsättningarna var orealistiska visas exempelvis av tackjärnsproduktionen. Enligt planen skulle den öka från tre och en halv miljoner ton år 1928 till tio miljoner ton år 1933. Stalin höjde sedan målet till att produktionen skulle vara sjutton miljoner ton år 1932. I praktiken började man närma sig detta mål först år 1941.
Planens mål var uppställda utan tillräcklig förståelse av de faktiska förutsättningarna och sågs sedan som politiska beslut som måste följas eller helst överträffas.  Stalin argumenterade för att den unga sovjetstaten kunde uträtta stordåd och bevisa både Rysslands och socialismens storhet. Städernas arbetarklass, och speciellt unga arbetare, lät sig ryckas med och många anmälde sig frivilligt för pionjärarbete i avlägsna och ödsliga trakter. Ekonomier och företagsledare som ifrågasatte planen anklagades för illojalitet eller till och med sabotage.
I februari 1931 deklarerade Stalin att Sovjetunionen var "50 till 100 år efter de västerländska länderna och att landet antingen skulle hinna ikapp inom loppet av 10 år eller krossas". Men expansionen blev långt mindre än planerat. Järn- och stenkolsproduktionen under 1930 skulle enligt planen öka med femtio procent och gigantiska gruvor anlades i Ural och Sibirien. De människor som arbetade med att anlägga gruvor och masugnar for mycket illa, och många dukade under. Den faktiska ökningen år 1930 blev ändå under tio procent, och gruvdriftens långsamma utveckling hämmade i sin tur stål- och verkstadsindustrin.. Som helhet innebar dock femårsplanens satsningar en mycket stor ökning av industrikapaciteten.
i den andra femårsplanen, för åren 1932-37, beräknades industriproduktionens årliga ökning till tretton eller fjorton procent, och under denna tid konsoliderades Sovjetunionens industriella uppsving. Vid 1930-talets slut började Rysslands industrikapacitet närma sig Tysklands.
Industrialiseringen möjliggjorde byggandet av Moskvas tunnelbana, vars första linje invigdes 1935.  
Under andra världskriget skedde en stor produktionstillväxt inom vapenindustrin.Till exempel ökade produktionen av stridsvagnar från 2 794 (1940) till 6 590 (1941) och 24 446 (1942).

### Sociala och kulturella förändringar
Den snabba industrialiseringen skapade en akut brist på arbetskraft, och Stalin löste det genom en hård styrning av var människor skulle arbeta och bo. Industriföretagen tecknade avtal med kollektivjordbruken om att de skulle skicka ett visst antal män och kvinnor till fabriker i städerna. Detta skedde under stark påtryckning mot de berörda, men när de väl kommit  till staden var de fria att byta anställning. Tvångsarbete i egentlig mening drabbade de bönder som gjort våldsamt motstånd mot kollektiviseringen. De behandlades som förbrytare och fördes till enorma arbetsläger där de arbetade med timmerhuggning, kanal- och järnvägsbyggen och annat som behövdes för att möjliggöra industrins utveckling. I sin Stalinbiografi beskriver Isaac Deutscher detta som slavarbete, och under de tidiga trettiotalets hungersnöd och kriser var dödligheten i arbetslägren mycket stor.
För andra innebar industrialiseringen ett socialt och ekonomiskt uppsving. Industriarbete och teknisk kunnighet hyllades och det öppnades en mängd tekniska läroanstalter för att lära upp de nya unga arbetarna och skapa en ny utbildad klass med inriktning på teknik, ekonomi och administration. Stalin tog tydligt avstånd från den tidiga kommunistregeringens principer om inkomstutjämning och drev i stället fram mycket stor lönedifferentiering. Så skapades en djup social och ekonomisk klyfta mellan å ena sidan den stora massan av outbildade och underbetalda arbetare och å andra sidan den privilegierade arbetararistokratin och byråkratin.
Industrialiseringen innebar en utveckling och samhällsomvandling inte bara i Rysslands västra och centrala delar utan också i de kulturellt annorlunda eller tidigare nästan obefolkade områdena i öster. Det ryska folkets materiella levnadsstandard ökade, men trots de stora framgångarna i jordbruksutvecklingen och utbygget av industrin var den i slutet av 30-talet fortfarande mycket lägre än Tysklands.

### Den stora terrorn 1936-38
Den första femårsplanen genomfördes med tvångsåtgärder och våld som väckte starkt motstånd både bland de drabbade och inom hans eget parti. Stalin svarade med ytterligare våld mot faktiska eller påstådda meningsmotståndare. Som instrument för detta bildades 1934 den kombinerade säkerhetspolisen och säkerhetstjänsten NKVD, som leddes av Genrich Jagoda (1934–1936), Nikolaj Jezjov (1936–1938) och Lavrentij Berija (1938–1945). De stora utrensningarna under 1937-38 kallas ofta Jezjovsjtjinan efter NKVD-chefen som organiserad dem.
Utrensningarna inom kommunistpartiet och statsapparaten genomfördes öppet och med ett medvetet avskräckande syfte. Efter Sovjetunionens kollaps 1991 har hemliga arkiv gjorts tillgängliga, och forskare har kunnat analysera hur det som ofta kallas den stora terrorn har drabbat även andra grupper. Arkiven har dock fortfarande ofta begränsad öppenhet, och deras tillförlitlighet har ifrågasatts med påpekanden om att allt kanske aldrig har dokumenterats eller att uppgifter avsiktligt eller oavsiktligt har förstörts. 

#### Utrensning inom kommunistpartiet och statsapparaten
Ordet "utrensning" användes inom det sovjetiska kommunistpartiet för uteslutning och ibland även bestraffning av partimedlemmar som inte ansågs lojala. En sådan utrensning genomfördes redan 1921, och ytterligare en enligt en resolution på partikongressen 1929, som även fattade beslut om den första femårsplanen. Under 1930-talet uteslöts en stor andel av de tidigare partimedlemmarna samtidigt som partiets toppskikt byttes ut och revolutionens veteraner ersattes med nyutbildade  "specialister". 60 procent av dem som var partimedlemmar år 1933 fanns inte kvar i partiet år 1939.
De tidigare utrensningarna inom partiet innebar vanligtvis endast uteslutning, på grunder som slapphet eller politisk inaktivitet men sällan med anklagelser om brott. Stalins utrensningar 1936-38 var i stället en våg av förföljelse som drabbade både partimedlemmar och andra och som mycket ofta ledde till dödsstraff.
Den vänsteropposition inom partiet som letts av Trotskij och utmanövrerats av Stalin fortsatte att arbeta i det fördolda och gav ut en tidskrift i Tyskland. Det fanns också andra oppositionella grupper, och under en kort period med början 1932 samarbetade de och försökte utan framgång att organisera ett motstånd mot Stalin. Efter att Sergej Kirov, ordförande för Kommunistpartiets lokalavdelning i Leningrad och nära allierad till Stalin, sköts ihjäl i december 1934 fick Stalin en anledning att slå till mot dem som han misstänkte var fortsatt fientliga till hans styre. Redan en vecka efter mordet avrättades 104 personer, enligt sovjetisk press var minst 66 av dessa ansvariga för dådet. Under våren 1935 blev tiotusentals bolsjeviker och medlemmar av ungdomsförbundet Komsomol utpekade som konspiratörer och fängslade eller, ofta tillsammans med sina familjer, deporterade till läger i norra Sibirien. Oppositionsledarna Zinoviev, Kamenev och Smirnov fängslades. Efter en tid av skenbar avspänning påbörjades 1936 en serie processer mot verklig eller påstådd opposition på alla nivåer inom partiet. De mest uppmärksammade var de skenprocesser 1936-38 som kallas Moskvarättegångarna och riktade sig mot oppositionella ledare inom kommunistpartiet men också mot Stalins tidigare bundsförvanter. Zinoviev, Kamenev, Smirnov, Bucharin, Rykov och en rad andra dödades efter att ha torterats och tvingats erkänna påstådda bort mot Sovjetunionen. I stort sett hela ledarskapet för den tidiga Sovjetstaten dödades. Anklagelserna handlade ofta om "trotskism" men Trotskij själv befann sig i exil och kunde inte åtalas. I stället mördades han på Stalins order 1940.
Moskvarättegångarna hölls öppet och beskrevs både i sovjetisk och internationell press. Samtidigt hölls en mängd liknande processer, och många tusen  partimedlemmar, tjänstemän och officerare dödades och ännu många flera skickades till arbetsläger.  Arresteringar och avrättningar skedde både på uppdrag av de sovjetiska toppledarna, och av de lokala regionerna i landet som tilldelades kvoter för eliminering, varefter de rapporterade "framsteget". De flesta dödslistorna är undertecknade av Stalin, Vjatjeslav Molotov, Lazar Kaganovitj, Vorosilov, Andrej Zjdanov och Mikojan. Till exempel den 12 november 1938 undertecknade Stalin och Molotov avrättningsdirektiv för 3167 personer. Oftast avrättades eller arresterades och/eller deporterades även släkt och vänner till offren.
Eftersom fienden kunde finnas var som helst kunde den också vara vem som helst – ingen gick säker. Stalin lät till och med avrätta eller fängsla många av sina nära medarbetare och vänner samt deras familjemedlemmar, som till exempel Molotovs hustru Polina. Tsartidens system med inrikespass återinfördes, tortyren godkändes av Stalin som metod och alla brott skulle kunna ge dödsstraff för alla över tolv år.[källa behövs]
I mars 1939 förklarade Stalin att rensningsarbetet var slutfört. En av de sista som avrättades var NKVD-chefen Nikolaj Jezjov, som hade organiserat alla de rättegångar som ägt rum efter att hans företrädare Jagoda avsatts. Jezjov dömdes nu för att han inte varit tillräckligt vaksam och därför inte i tid uppmärksammat "de trotskistiska och bucharinistiska ledarnas spionage och konspiratoriska verksamhet " (citat från Stalin vid partikongressen 1939).

#### Operationerna mot "kulaker"
I juli 1937 inledde NKVD en hemlig operation mot vad som svepande kallades "kulaker". Den riktade sig inte bara mot storbönder utan mot en rad grupper som pekades ut som "anti-sovjetiska element". Bland de listade grupperna fanns tidigare tjänstemän i tsarrysslands statsapparat, tidigare medlemmar i antisovjetiska partier och kyrkliga ledare, men också allmänt "socialt skadliga element" som "banditer", "huliganer" och personer utan fast arbete. Inom loppet av knappt ett och ett halvt år dömdes mer än 800 000 människor inom denna operation. Nästan hälften av dem avrättades och de övriga dömdes till tio års internering.

#### De "nationella operationerna"
Från sensommaren 1937 till november 1938 genomfördes vad som kallades "nationella operationer"  människor med koppling till Tyskland, Polen och ett antal andra länder. Liknande operationer hade påbörjats i mindre skala redan 1935, och nu utvidgades de till att även omfatta sovjetiska medborgare med ursprung från de angivna länderna eller med andra band till dem.  Mer än 335 000 personer dömdes inom dessa operationer. Av dem dödades mer än 247 000 och de övriga dömdes till tio års internering. Den absoluta merparten av dem var sovjetiska medborgare. Bland offren i den "tyska operationen" fanns många som flyttat till det tidiga Sovjetunionen för att bidra till uppbygget av den kommunistiska staten. Andra hade flytt från nazisterna men dödades i Sovjetunionen eller skickades tillbaka till Gestapo.
De nationella operationerna motiverades enligt de flesta forskare främst av Sovjetunionens säkerhet i förhållande till omkringliggande länder. Alla som hade någon koppling till den kapitalistiska omvärlden misstänktes vara spioner eller kunna agera illojalt mot Sovjetunionen i händelse av invasion. Andra forskare ser det hela som etniskt motiverade folkmord.

#### Gulag

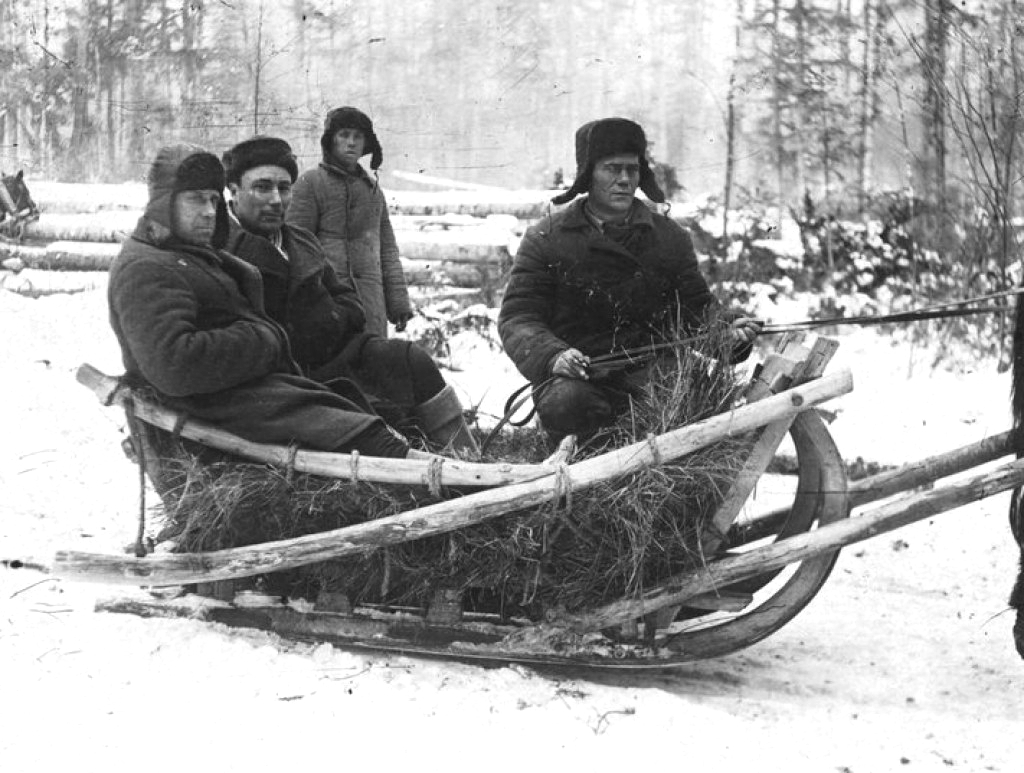
Fångar i Gulag 1936–1937.

Enorma arbetsläger byggdes upp för att inhysa de "kulaker" Stalin velat undanröja, politiska motståndare, etniska eller religiösa minoriteter, kriminella eller oskyldiga som råkat ut för Stalins utbredda angiverisystem och säkerhetspolisens terror. Dessa läger fungerade som integrerade delar i Stalins ekonomiska system och administrerades av en myndighet vars ryska förkortning var GULAG.
Lägren fyllde det dubbla syftet att internera påstådda förrädare och att tillhandahålla arbetskraft för byggandet av den infrastruktur som krävdes för den snabba industrialiseringen. Huvuddelen av lägren fanns i den nordöstra delen av landet som var rikt på naturresurser men glest befolkat.
Det stora flertalet av alla som sattes i fånglägren var outbildade bönder som aldrig fått vare sig erfarenhet eller skolning i användandet av den utrustning man nyttjade. Detta ledde till ideliga produktionsstopp och förseningar. I propagandan sades att sabotage var orsak till förseningarna, och skenrättegångar inleddes mot fabrikschefer och ingenjörer. Återigen slog Stalin undan benen för sig själv i och med att de mest kompetenta och driftiga fängslades eller sköts, och produktionstakten sänktes därmed ännu mer. Även här vägrade Stalin se verkligheten och ökade påfrestningarna ytterligare genom att kräva högre arbetstakt. De fabrikschefer som efterfrågade mer realism i planeringen anklagades för sabotage och arkebuserades, och ännu mer kunnigt folk, som så väl behövdes i Sovjetunionen, dödades. Slitet var enormt i Gulag. Säkerhetstjänsten GPU/NKVD såväl som Stalin ansåg att maskiner sällan var nödvändiga i arbetslägren, och fångarna fick ofta arbeta med händerna. Man sållade bort de svaga och sjuka genom att maten fördelades beroende på prestationen hos den enskilde arbetaren.[källa behövs]

#### Terrorns offer
Det är omtvistat hur många som fallit offer för avrättningar och deporteringar under Stalins tid i Sovjetunionen. När det gäller hungersnöd gör olika forskare olika bedömningar av vad som berodde på torka, på missbedömningar och orealistisk politik eller på medvetet framkallande av svält som vapen.
Det finns forskare som hävdar att Stalins repression orsakade runt 4 miljoner dödsoffer; medan andra anger betydligt högre siffror. Den ryske författaren Vadim Erlikman har bland annat gjort följande uppställning av antal döda under 1924-1953: avrättningar 1,5 miljoner, gulag fem miljoner, deporteringar 1,7 miljoner (av totalt 7,5 miljoner deporterade), och ytterligare en miljon tyska krigsfångar och civila, sammanlagt runt nio miljoner offer.
Enligt statsvetenskaps- och konfliktforskaren R.J. Rummels democid-begrepp kom uppskattningsvis 55 miljoner av sovjetbefolkningen att dödas av staten under Sovjetunionens existens, och den största andelen av dödandet ägde rum under Stalins regeringstid (1924–1953). Som jämförelse, hade Sovjetunionen en folkmängd på cirka 185 miljoner under Stalins tid, och demociden pågick under hela Sovjetunionens tid med ett årligt democid-dödstal, enligt Rummel, på cirka 1 procent under de extrema stalinåren. Den omstridde forskaren Robert Conquest har angett siffror på mellan 20 och 30 miljoner dödsoffer, siffror som ställts upp innan Sovjetunionen upplöstes, delvis innan Solzjenitsyns GULAG-arkipelagen publicerades.

## Andra världskriget

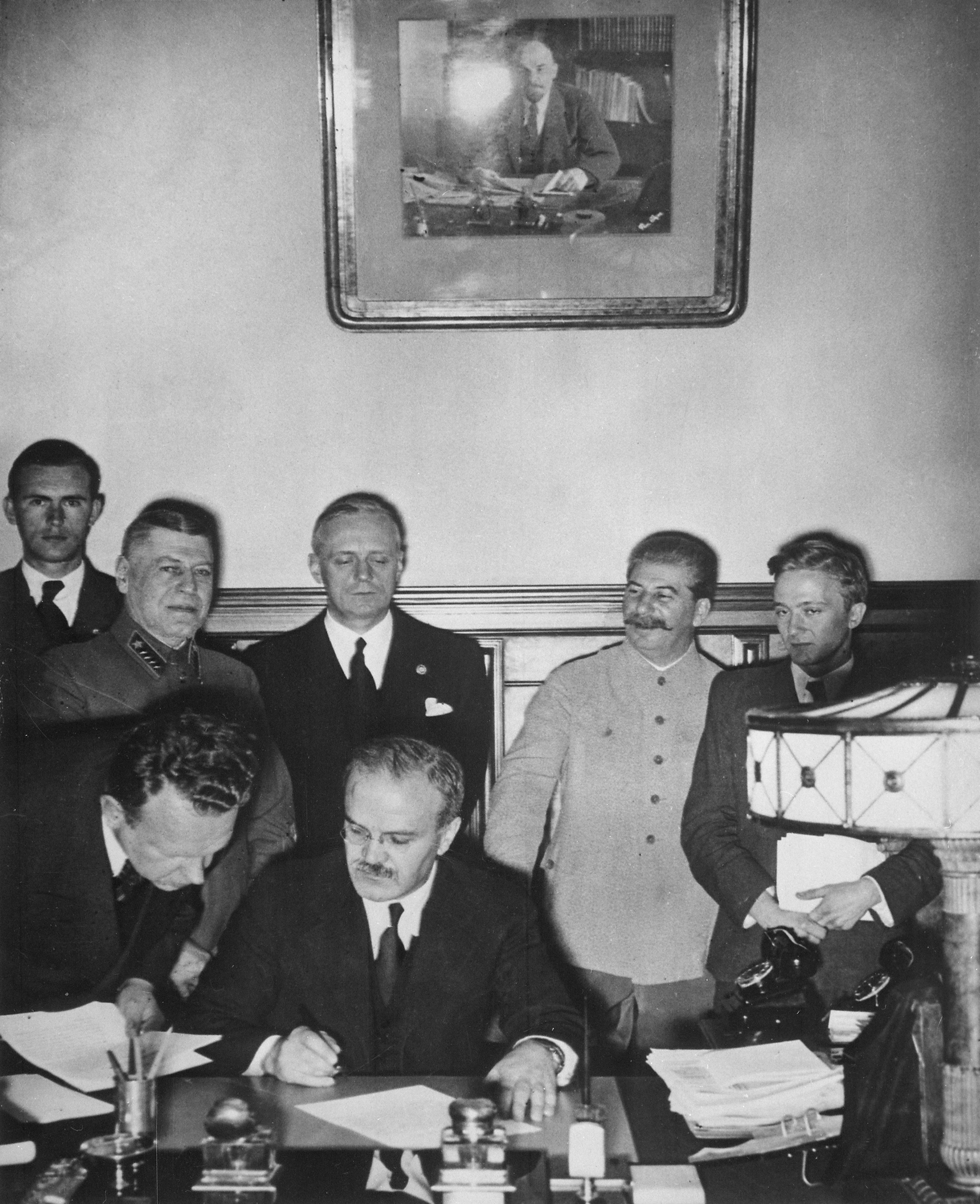
Molotov skriver under icke-aggressionsavtalet mellan Nazityskland och Sovjetunionen. Bakom honom står Ribbentrop och Stalin.

### Icke-angreppsavtal med Tyskland
Efter att Hitler tagit makten i Tyskland framhävde han det kommunistiska Sovjetunionen som Tysklands huvudfiende. Sovjetunionen gjorde upprepade försök att tillsammans med Storbritannien och Frankrike bilda en förenad front mot nazisterna. Alla dessa förslag avslogs. Stalin vände sig då till Nazityskland. En vecka senare, den 23 augusti 1939, slöts Molotov–Ribbentrop-pakten mellan Sovjetunionen och Nazityskland. Detta var formellt endast ett icke-angreppsavtal mellan Sovjetunionen och Tyskland, men innehöll ett hemligt tillägg om en uppdelning av Polen, de tre baltiska staterna samt Finland som skulle agera som buffertzon mellan Sovjet och Tyskland. Efter att andra världskriget inletts genom  Tysklands anfall mot Polen den 1 september 1939 invaderade Sovjetunionen östra delen av Polen och de baltiska länderna och anföll Finland som efter vinterkriget  tvingades att avträda bland annat Karelen till Sovjetunionen. Det finns även uppgifter om samarbete mellan NKVD och Gestapo, bland annat 7 december 1939 i polska Zakopane med mål att utrota polsk motståndsrörelse, och i mars-april 1940 i Kraków, där bland annat Margarete Buber-Neumann, en tysk kommunist, överlämnades av NKVD till Gestapo.

### Tyskland angriper Sovjetunionen
Den 22 juni 1941 bröts pakten mellan Tyskland och Sovjetunionen genom att axelmakterna inledde den storskaliga invasion av Sovjetunionen som kallades Operation Barbarossa. Sovjetunionen ingick då en allians med Storbritannien och USA. Sovjetunionens kamp mot den tyska invasionen har i sovjetisk och rysk historieskrivning benämningen Stora fosterländska kriget. Stalin valde detta namn för att inte störa samarbetet inom alliansen genom att kalla kriget proletärt eller revolutionärt.
Under krigets första veckor var det utrikesministern Molotov som stod för kommunikationen med det ryska folket, men sedan framträdde Stalin i sin nya roll som försvarsminister och överbefälhavare. I denna roll var han sedan mycket aktiv under hela kriget, med stor strategisk skicklighet. Den ryska armén var tekniskt rustad efter den forcerade industrialiseringen av landet, men sammanhållning och tillförsikt var osäker efter de många åren av terror och utrensningar. Den tyska offensiven ledde inledningsvis till kaos. Stalins strategi blev att beröva fienden alla resurser i händelse av reträtt. Fordon, boskap, spannmål, bränsle och allt annat av värde skulle i så fall fraktas inåt landet eller i värsta fall förstöras för att inte hamna i fiendens händer.
Storstaden Leningrad var ett av de första målen för den tyska armén, som inte kunde erövra staden utan i stället skar av den från omvärlden. Leningrads belägring varade i 900 dagar, tills tyskarna lämnade staden i januari 1944.

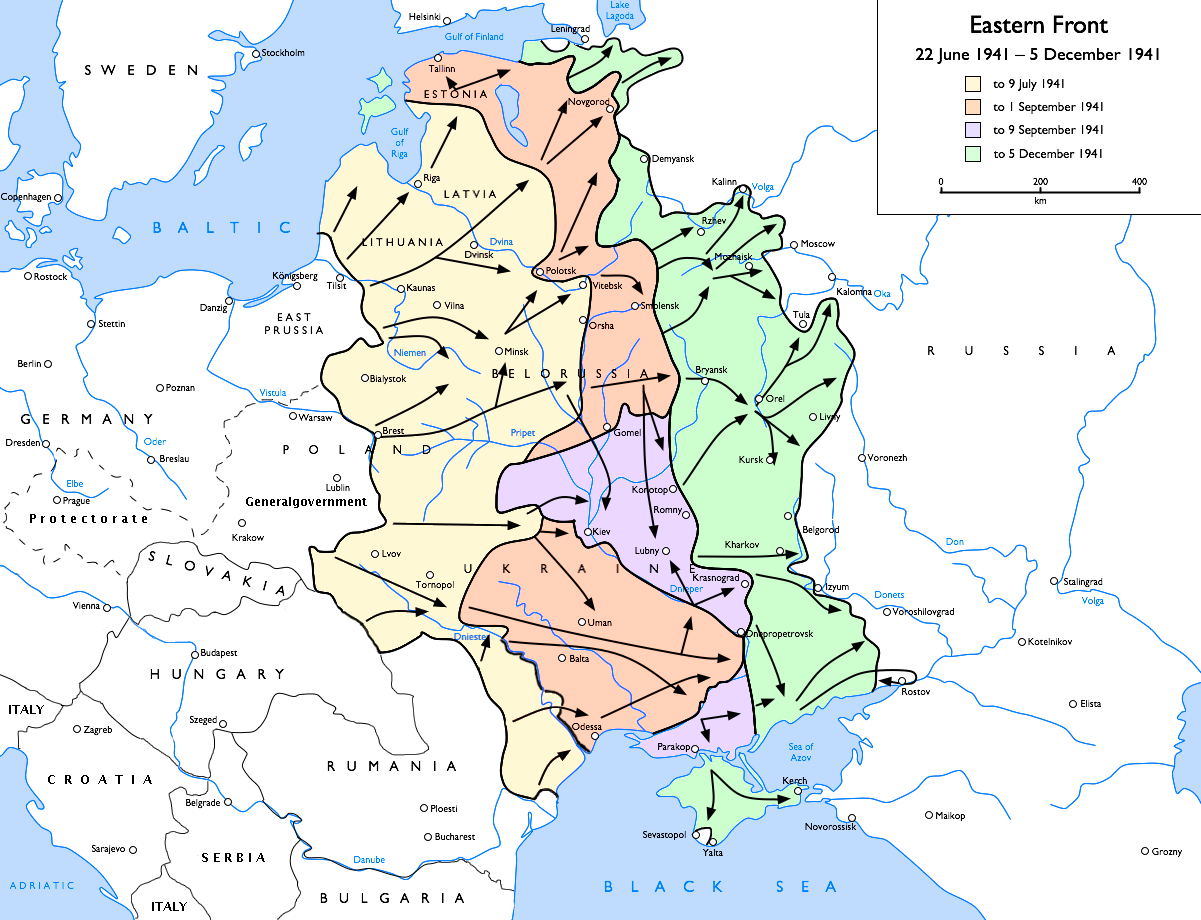
Axelmakternas offensiv 1941 mot Sovjetunionen.

### Den tyska offensiven stoppas
När tyskarna i november 1941 hade nått ända fram till Moskva evakuerade alla regeringsfunktioner och statliga verk österut. Detta ledde till upplopp när Moskvas befolkning trodde att regeringen givit upp deras stad. Men Stalin hade inte lämnat Moskva tillsammans med den övriga regeringen utan stannade i Kreml under hela kriget och framstod som en symbol och garant för motståndet. Upploppen avstannade och befolkningen slöt upp bakom Stalin. Den 6 december beordrade han en motoffensiv mot tyskarna som besegrades och tvingades retirera. I detta slag om Moskva var den ryska vinterkylan en viktig bundsförvant till den sovjetiska armén.
Slaget vid Stalingrad började sensommaren 1942 och varade i sex månader. Det var avgörande för Stalin att vinna denna strid, inte bara av militära skäl utan också för att behålla sitt eget anseende eftersom staden år 1925 hade fått hans namn efter att tidigare hetat Tsaritsyn. Slaget blev andra världskrigets väldigaste drabbning och ledde till ett förkrossande nederlag för tyskarna som tvingades retirera från Kaukasus. Kaukasiern Stalin växte till en stor hjälte i både Sovjetunionens och omvärldens ögon. Segern sågs som ett bevis på det ryska folkets styrka och okuvlighet, och den ryska nationalismen växte medan den marxistiska idén om kamp mellan olika klasser tonades ned. Stalin underblåste nationalismen och vände också sin propaganda mot tyskar som nation, inte bara mot nazisterna.
Vid Teherankonferensen med Churchill och Roosevelt i november 1943 fick Stalin löften om att en västfront skulle öppnas i maj 1944 genom en invasion av Frankrike. Samtidigt skulle Sovjetunionen på olika sätt kompenseras efter kriget för alla de enorma uppoffringar som landet gjorde för att besegra Nazityskland.
Under hela denna tid var storstaden Leningrad belägrad av den tyska armén. Staden var helt avskuren från omvärlden och utsatt för ständiga bombningar. Det var nästan omöjligt att få in mat i staden, och den hårda vintern 1941-42 gjorde att många frös ihjäl när det inte gick att få tag på bränsle. Staden befriades i början av 1944. Då hade mer än en miljon av stadens tre miljoner invånare dött. Leningrad blev till en symbol för övriga Sovjetmedborgare att aldrig ge upp motståndet och utnämndes av Stalin till "hjältestad".

### Sovjetiska offensiver i Europa och Asien
Sovjetunionen befann sig sedan på en oavbruten offensiv och erövrade östra Tyskland, Polen, Estland, Lettland, Litauen, Tjeckoslovakien, Ungern, Rumänien och Bulgarien, vilket efter kriget gav upphov till det kommunistiska Östblocket. Efter en överenskommelse vid Jaltakonferensen anföll Sovjetunionen Japan i augusti 1945 och ockuperade Manchuriet och norra delen av Koreahalvön. De av röda armén ockuperade delarna av Koreahalvön blev 1948 Nordkorea.

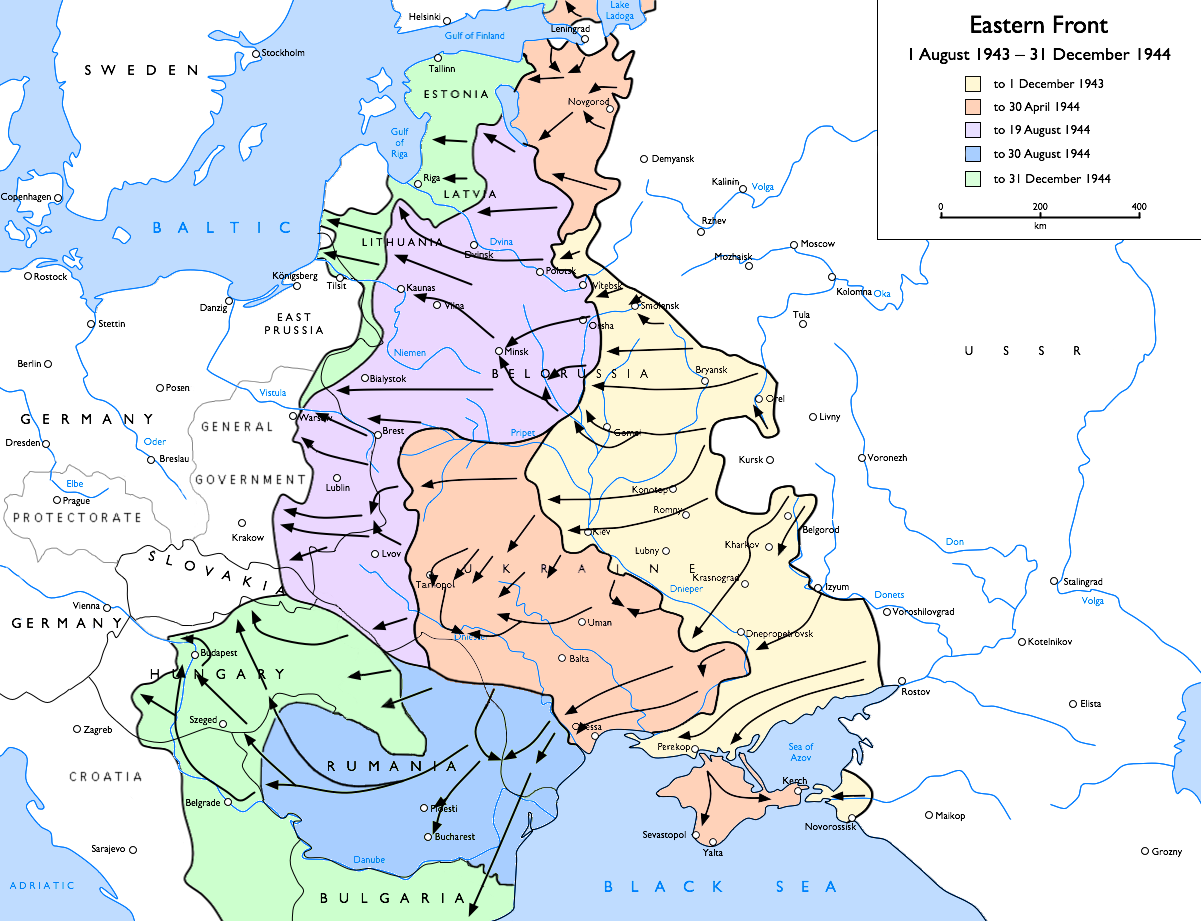
Sovjetunionens motoffensiv 1943–1944.

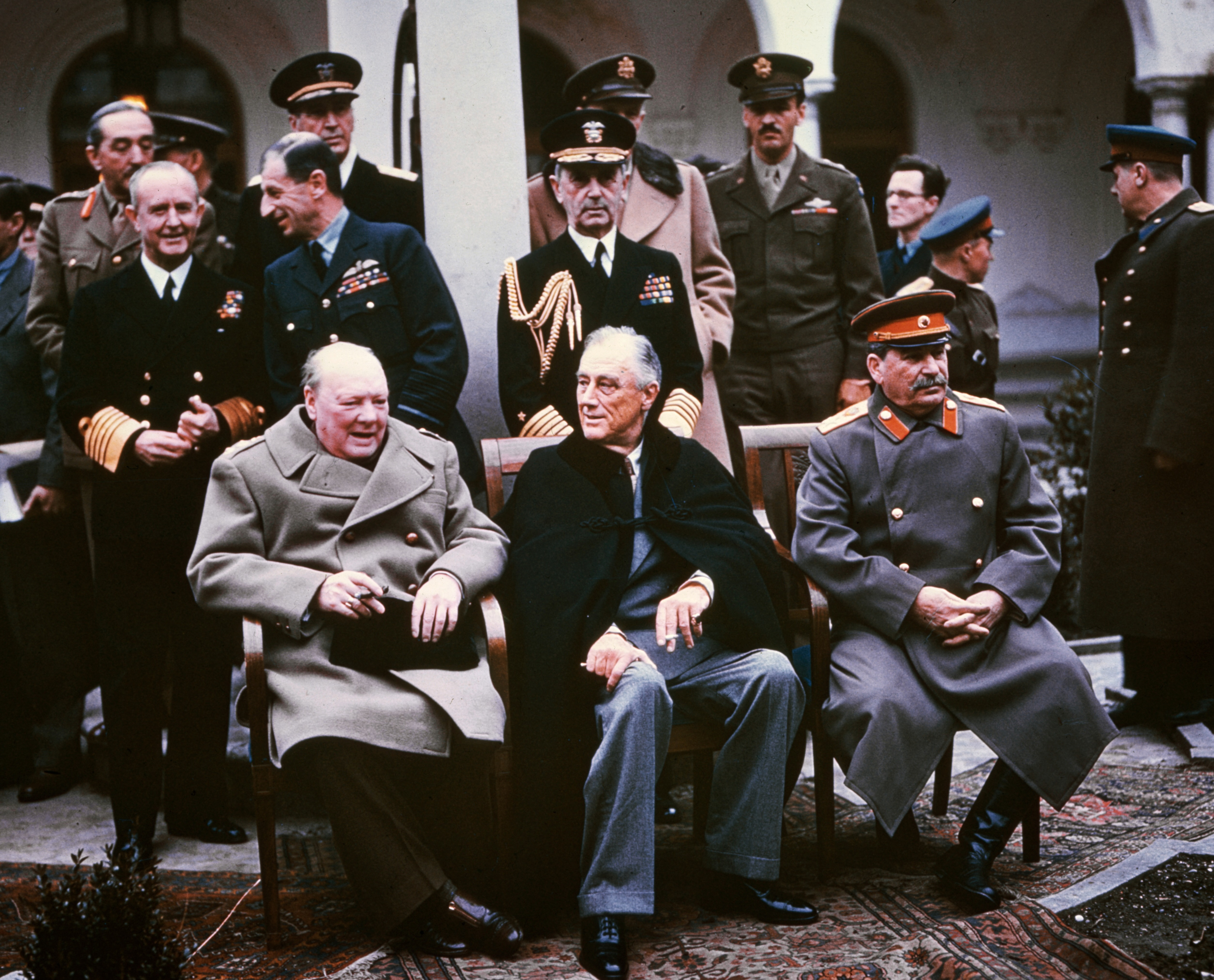
Winston Churchill, Franklin D. Roosevelt och Josef Stalin vid Jaltakonferensen 1945.

### Västvärldens syn på Stalin under kriget
Under kriget blev Stalin två gånger utnämnd som årets man i den amerikanska tidskriften Time. 1940 presenterades han som "mannen som matchar Adolf Hitler som den mest hatade mannen i världen". När Sovjet allierat sig med Storbritannien och USA dämpades den ideologiska antikommunistiska kritiken mot Stalin och 1943 utsågs han till årets man tack vare sitt och ryssarnas heroiska motstånd mot Hitler.

## Stalins hantering av religion och etnisk tillhörighet
Bolsjevikerna var ända sedan revolutionens första tid negativa till religion, och speciellt till religionens institutioner. De såg den ortodoxa kyrkans prästerskap som starka rivaler om makten och själva religionen som ett hinder för människor att i tanke och känsla omfatta den socialistiska ideologin. För andra religioner än den ortodoxa kristendomen kunde perioden fram till 1928 dock innebära mer frihet än under tsartiden.
Detta ändrades efter 1928. Den evangeliska kristendomen i den ukrainska sovjetrepubliken förbjöds under 1930-talet och dess präster arresterades. Hos de delvis shamanistiska urbefolkningarna i norr inrättade sovjetstaten kulturcentra med uppgift att sprida tankar om socialism och jämställdhet. Detta uppfattades som ett hot mot den traditionella kulturen och religionen och ledde ibland till uppror som slogs ned av staten.
I samband med presentationen av Sovjetunionens första femårsplan (1928-1932) diskuterades explicita formuleringar om att bekämpa religionens och den ortodoxa kyrkans inflytande och propagera för ateism. Religiösa ledare, präster, biskopar, rabbiner och imamer avrättades eller skickades till Gulag. Utrensning av alla spår efter folkets opium, som religionen benämndes, ledde också till av ovärderliga konstskatter förstördes. Enligt A. Kuznietsov, en rysk kulturhistoriker, uppgav en skattning att 20–30 miljoner ikoner förstördes i Ryssland mellan 1917 och nutid. Många kyrkor och tempel förstördes – de som klarat sig bäst till våra dagar är paradoxalt nog byggnader som då användes som centra för kampen mot religion eller museum för ateism. Det största enskilda fallet av konstförstörelse var Kristus Frälsarens katedral i Moskva som sprängdes 1931. Avsikten var att man på platsen skulle bygga Sovjeternas palats med en enorm staty av Lenin, men det palatset blev aldrig byggt.
Den ortodoxa kyrkan tilläts existera men motarbetades av staten och betraktades som ett uttryck för tsartidens traditioner och förtryck. 1943 ändrades detta drastiskt i och med att Stalin välkomnade kyrkans överhuvud och förklarade Den heliga synoden återupprättad. Detta skedde som ett led i att återupprätta en rysk traditionalism och en etniskt grundad samhörighet  - panslavism - som betonade gemenskapen mellan slaviska folk, något som stod i motsättning till den tidigare påbjudna internationalismen utan etniska förtecken. Som ett uttryck för samma strävan ändrades Sovjetunionens nationalsång från arbetarrörelsens internationella kampsång Internationalen till en annan sång med mera patriotisk prägel.

### Etniska tvångsförflyttningar 1932-1949
Den tidiga sovjetstaten uppmuntrade etniska minoriteters nationella medvetenhet och etablerade språkliga och kulturella rättigheter för minoriteter och urbefolkningar. Denna linje ändrades drastiskt under 1930-talet och kulminerade i de ovan nämnda "nationella operationerna".
Kort före, under och direkt efter andra världskriget beordrade Stalin en serie deportationer av otaliga människor, vilket totalt förändrade den etniska kartan. Över 1,5 miljoner människor deporterades till Sibirien och de centralasiatiska sovjetrepublikerna (främst Kazakiska SSR). Separatism, motstånd mot sovjetiskt styre och samröre med de invaderande tyskarna angavs officiellt vara den viktigaste orsaken till tvångsförflyttningarna. En vilja till etnisk rensning i regionerna anses också ha spelat stor roll. De deporterades marker och hem övertogs av etniska ryssar.
Stalins etniska deportationer startade 1932-1936 med polacker från Vitryssland, Ukraina och europeiska Ryssland. Koreaner i östligaste Sovjetunionen förflyttades 1937. Volgatyskar och sju folkgrupper på Krim och i norra Kaukasus deporterades: tjetjener, ingusjer (1943), kalmucker, meschetiska turkar (1944), 200 000krimtatarer (1945), balkarer och karatjajer. Från kustområdet vid Svarta havet tvångsförflyttades bulgarer, greker och armenier. Efter att östra Polen invaderats av Sovjetunionen i september år 1939 deporterades minst 250 000 människor. Detta åtföljdes av folk från de baltiska staterna Estland, Lettland och Litauen, varifrån fler än 200 000 människor deporterades 1940–1941 och 1945–1949. Även ett stort antal judar tvångsförflyttades, och vid omflyttning av Tysklands östra gräns utbyttes invånarna i Ostpreussen mot en sovjetisk och huvudsakligen etniskt rysk befolkning.
60 procent av de baltiska deporterade uppskattas ha omkommit, och nästan hälften av hela den krimtatariska befolkningen svalt ihjäl de första arton månaderna efter förvisningen. Sammanlagt beräknas cirka 40 procent av de deporterade ha omkommit.[källa behövs]

## Efterkrigstiden fram till Stalins död 1953
Efter segern i andra världskriget hyllades Stalin som en hjälte i sitt hemland. Detta var inte bara en skickligt iscensatt triumf för krigets segerherre utan också ett erkännande av att segern inte hade kunnat vinnas utan den snabba industrialiseringen och inte heller utan kollektiviseringen av jordbruket. Människor som år 1930 aldrig hade sett en traktor eller någon annan maskin hade under 30-talet hunnit lära sig sådant som krävdes i en mekaniserad krigföring. Folkets allmänna bildningsnivå hade också höjts.
Men segern hade kommit med ett enormt pris. Officiella siffror angav inledningsvis sju miljoner stupade. Men Stalin dolde för sin egen befolkning hur många som egentligen dött. 1959 offentliggjorde de sovjetiska myndigheterna siffran 21 miljoner, och senare källor beräknar upp till 27 miljoner döda. I europeiska Ryssland var de flesta städer och samhällen raserade, liksom stora delar av landsbygden. Minst 25 miljoner människor var akut hemlösa. Befolkningen förväntade sig och krävde snabba och kraftfulla åtgärder.
För att snabbt bygga upp den förlorade produktionskapaciteten lade Stalin 1946 fram en femårsplan som krävde förnyade uppoffringar av det redan utarmade folket. Tonvikten låg på tung industri och krigsindustri, däribland utvecklandet av en sovjetisk atombomb. Industri för att tillgodose befolkningens behov av konsumtion prioriterades inte. Arbetstider och arbetsvillkor låg kvar på den hårda nivå som introducerats vid krigets början, och både barn och åldringar sattes i arbete för att kompensera för den generation av arbetsföra män som dödats i kriget. Minnet av 30-talets terror gjorde de flesta till lydiga undersåtar. Nya utrensningar iscensattes, och Gulagsystemet byggdes ut ytterligare. År 1950 fanns uppskattningsvis 2,5 miljoner fångar i gulaglägren, och lägren stod för ungefär två procent av den totala arbetskraften i Sovjetunionen.
Förhållandet till de tidigare allierade försämrades snabbt. I andra världskrigets slutskede hade Sovjetunionen ockuperat hela Östeuropa och det under kriget av japanerna ockuperade Manchuriet. I dessa länder och regioner installedade Stalin 1946–1949 installera kommunistiska lydregimer som formellt sett var självständiga men i praktiken helt i händerna på Stalin och hans efterträdare. I mars 1947 presenterade USA:s president Harry Truman den så kallade Trumandoktrinen som att USA skulle stödja "fria folk som kämpar mot väpnade minoriteter eller externt tryck syftande till att betvinga dem". Syftet med doktrinen var i grund och botten att stötta regeringar som hotades av kommunismen, vid en tid då Sovjetunionen utövade inflytande i bland annat Grekland och Turkiet. Detta kan ses som en början på det kalla kriget där Sovjetunionen och USA stod mot varandra i en maktbalans som ytterligare drev på Stalins önskan att få fram atomvapen. Sovjetunionens första atombomb provsprängdes i augusti 1949.
I och med Leningradaffären 1949 avrättades med Stalins goda minne två av hans potentiella efterträdare som premiärminister, Aleksej Kuznetsov och Nikolaj Voznesenskij.
Efter kriget fortsatte Stalin sin vana att arbeta på nätterna och sova på dagarna. En dag 1953 steg han aldrig upp då han befann sig på sin datja Kuntsevo utanför Moskva. Hans tjänare – livrädda för att på något sätt störa honom i onödan – ville inte väcka honom. Till slut vågade sig en av tjänarna in i sovrummet och där fann man Stalin liggande på golvet. Han hade troligen drabbats av en hjärnblödning och avled den 5 mars, efter att ha legat i koma i fem dagar. Sedan 1970-talet har det funnits teorier om att Stalin mördades och att det eventuellt var Lavrentij Berija som förgiftade honom.[källa behövs]
Efter Stalins död utbröt en maktkamp om vem som skulle efterträda honom. Nikita Chrusjtjov avgick med segern och tog 1956 officiellt avstånd från Stalins version av socialismen/kommunismen, till exempel den extrema personkult som utvecklades kring envåldshärskaren. Den fruktansvärda terrorn under 1930-talet fördömdes också men någon genomgripande demokratisering av samhället genomfördes inte. Chrusjtjovs avståndstagande från Stalin ledde till en djup och länge bestående splittring mellan Sovjetunionen och det kommunistiska Kina, där den nya sovjetiske ledaren stämplades som revisionist av Kinas diktator Mao Zedong.

## Internationella relationer

### Komintern
Den kommunistiska Tredje Internationalen, kallad Komintern hade bildats 1919, med målsättningen att åstadkomma en socialistisk revolution i Västeuropa. Internationalen hade medlemsorganisationer i ungefär 30 länder, där de organiserade en minoritet av arbetarklassen men ofta hade stor politisk betydelse genom sin aktivitet och engagerade ledning. Ett av de viktigaste medlemspartierna var det tyska. Kominterns förste ordförande var Zinovjev, men så länge Lenin var aktiv var han i praktiken den viktigaste ledaren även inom Komintern. Under Stalins tid som Sovjetunionens ledare var internationalens politik och verksamhet inriktad på att stötta uppbygget av socialismen i Sovjetunionen. Internationalens ledning valdes vid kongresser under demokratiska former. Den sovjetiska delegationens storlek och det kommunistiska Sovjetunionens auktoritet innebar dock att den sovjetiska politbyrån, och därmed Stalin, hade mycket stor makt att styra vilka som ledde inte bara Komintern utan också de nationella kommunistpartierna. Det sovjetiska partiets interna strider återspeglades i internationella kampanjer mot "trotskister", och när Zinovjev 1926 tog ställning för Trotskij ställdes hans anhängare och vänner inför valet att antingen ta avstånd från honom eller förlora sin ställning. 1926 tog Bucharin över Zinovjevs roll som Kominterns ordförande, och när blocket Bucharin-Stalin upplöstes 1928 ställdes Bucharins anhängare inför ett motsvarande val. Från 1935 leddes internationalen av bulgaren Georgi Dimitrov tills den på Stalins initiativ upplöstes 1943.
Inte bara ledningen utan också den politiska analysen ändrades i takt med svängningarna i Sovjetunionens interna politik. Under 1923 - 1925 etablerade sovjetstaten kommersiella och diplomatiska förbindelser med många länder. Detta innebar att sovjetiska  diplomater runt om i världen hade att förhålla sig till etablerad diplomatisk etikett och inte skapa onödiga konflikter genom att uttala sitt stöd för de kommunistiska systerpartierna i respektive land.1925 ansåg Stalin att kapitalismen befann sig i ett stabilt skede och såg inga möjligheter till socialistiska revolutioner i omvärlden inom de närmaste 15-20 åren. Som en återspegling av Sovjetunionens etablering av vedertagna internationella relationer inriktades Kominterns politik på "fredlig samlevnad" med borgerliga krafter och nära samarbete med de socialdemokratiska delarna av arbetarrörelsen. I december 1927, omedelbart efter att Trotskij, Zinovjev och Kamenev hade uteslutits ur de ryska partiet, bedömde Stalin i stället att kapitalismens stabilisering och den fredliga samlevnaden nått sitt slut. Han förutsåg en period av imperialistiska angrepp mot Sovjetunionen och tryckte hårt på uppbygget av "socialismen i ett land" och nödvändigheten att förbereda försvaret av Sovjetunionen. Stalin såg Frankrike som den mest aggressiva fienden. Den framväxande nazismen såg han som en borgerlig kamporganisation med aktivt stöd från socialdemokratin, och Kominterns kongress 1928 byggde vidare på detta. De reformistiska socialdemokratiska partierna fick etiketten socialfascism och skulle betraktas som kommunismens farligaste fiender.

### Spanska inbördeskriget
I det Spanska inbördeskriget (1936-39) stödde Komintern den republikanska sidan genom internationella trupper. Stalins samtidiga inhemska förföljelse av "trotskister" tillämpades även i Spanien, vilket ledde till strider mellan Kominterns trupper och andra antifascistiska styrkor och mord på antistalinistiska vänsterprofiler i Spanien.

### Kinesiska revolutionen
I januari 1924 ingick det kinesiska kommunistparitet på Kominterns inrådan en formell allians med nationalistpartiet Kuomintang, som hade goda förbindelser med Sovjetunionen. Detta byggde på Stalins uppfattning att den kinesiska revolutionens uppgift vara att ena och modernisera Kina och vinna dess nationella oberoende, och inte att genomföra socialismen. Stalins linje kritiserades hårt av Trotskij och även Zinoviev och Kamenev såg de som felaktigt att låt den kinesiska kommunismen underordnas medelklassens parti.  1927 bröts alliansen och Kuomindangs ledare Chiang Kai-shek uteslöt kommunisterna ur sitt parti och skickade hem de sovjetiska rådgivarna. I april 1927 massakrerades minst 5000 kommunister och fackföreningsledare i Shanghai på order av Chiang Kai-shek. Händelsen ledde till att Stalins ställning och prestige inom Komintern tillfälligt försvagades.
Sovjetunionen stödde den av Mao Zedong ledda  kinesiska revolutionen och 1949 reste den nya folkrepubliken Kinas ledare Mao till Moskva där han och Stalin undertecknade en vänskapsöverenskommelse. Under 1950-talet bidrog Sovjetunionen med stora summor och teknisk expertis till uppbygget av tung industri i Kina.

## Kultur och vetenskap

### Politisk teori
Den tolkning av Karl Marx och Vladimir Lenins teorier som sammanfattas i termen marxism-leninism formulerades av det sovjetiska kommunistpartiet under ledning av Josef Stalin i början av 1930-talet. Vissa av dess grundteser, till exempel synen på partiets ledande ställning, bygger direkt på Lenin men som helhet är marxism-leninismen en produkt av den så kallade generallinjen i Stalintidens Sovjetunionen. Begreppet stalinism myntades av Lazar Kaganovitj, Stalins ställföreträdare under början av 1930-talet.
1938 publicerades boken Sovjetunionens kommunistiska partis historia: kortfattad kurs som skrivits av en grupp partiideologer och historiker och gavs ut i Stalins namn. "Den kortfattade kursen" behandlade partiets historia från slutet av 1800-talet fram till 1930-talet och beskrev bygget av socialismen i Sovjetunionen. Dessutom lade boken fast den officiella sovjetiska tolkningen av marxismens doktriner. Särskilt stor vikt lades vid att framställa kommunistpartiets interna stridigheter på ett sådant sätt att Stalins ställning som Lenins rättmätige arvtagare framstod som obestridlig. Boken spreds i massupplaga, översattes till många språk och fick mycket stor  betydelse för den kommunistiska rörelsen i andra länder.

### Personkult
Efter Lenins död i januari 1924 iscensatte Stalin en magnifik begravning och vid den efterföljande sovjetkongressen höll han ett tal - en "ed till Lenin" som hyllade den avlidne revolutionären i närmast religiösa ordalag. Trots protesterna från Lenins änka Krupskaja balsamerades hans kropp och placerades i ett mausoleum på Röda torget i Moskva. Den döde Lenin gjordes till föremål för en dyrkan som liknade den ortodoxa kyrkans helgonkult och Leninmausoleet blev snart en vallfartsort för stora folkmassor och centralpunkten för militärparader och andra ceremonier.
Stalin byggde upp en omfattande personkult kring sig själv. Statyer föreställande Stalin restes i praktiskt taget varenda stad. Personkulten fullföljdes efter hans död, då hans balsamerade kropp placerades bredvid Lenins i mausoleet på Röda torget.

### Vetenskap
Marx teorier hade minskat avståndet mellan politik, filosofi och litteratur. Stalin överbetonade detta, och genom direktiv och utrensningar reducerade han både humaniora och naturvetenskap till att presentera de teorier som bäst passade hans politiska syften. När det gällde historia genomdrev han 1931 att skildringen av tiden sedan revolutionen skulle skrivas om så att hans motståndare framställdes i en dager som passade honom, och Trotskilj retuscherades bort från fotografier av Lenin och hans medarbetare.
Inom biologin tog Stalin fasta på Lysenkos teorier om förvärvade egenskapers ärftlighet trots att dessa motsades av vedertagen forskning. Forskare som ifrågasatte Lysenkos teser blev fängslade och till och med avrättade. Stalin fördömde även den moderna fysiken och en del andra vetenskapliga grenar. Detta gäller särskilt kvantmekaniken (atomfysiken) och Einsteins relativitetsteori, liksom den tvärvetenskapliga cybernetiken (kybernetiken), som hade stor betydelse för utvecklingen av datortekniken. Det ideologiskt formulerade avståndstagandet förhindrade dock inte att atomfysiker tilläts och uppmuntrades att tillämpa dessa teorier för att få fram en atombomb.

### Konst och litteratur
Stalin framställde sig själv som en framstående författare och krävde att detta skulle erkännas och uppmärksammas i andra författares verk. Hans personliga stil och uttryckssätt blev normerande och den ryska litteratur som blomstrat under tsartiden och präglats av kreativ innovation under de första revolutionsåren stelnade i både form och ämnesval. Den nya Sovjetstatens mest särpräglade poeter, Jesenin och Majokovskij begick självmord 1925 respektive 1930.
När den första femårsplanen presenterades 1928 ingick skrivningar om konsten. Konstnärerna uppmanades att arbeta enligt socialismens riktlinjer och den experimenterande konsten avfärdades som "dekadent". Den 23 april 1932 förbjöds alla organisationer för bildkonstnärer och ett statligt konstnärsförbund grundades där före detta medlemmar i AChRR blev den dominerande gruppen. Vid det sovjetiska författarförbundets kongress 1934 deklarerades så den socialistiska realismen som den enda "metoden" för att skapa sann socialistisk konst. Deklarationen vändes sig uttryckligen till författare och talade om litteratur men normen om socialistisk realism skulle gälla  för all konst – litteratur, måleri, skulptur, musik, film och scenkonst. Konstnären skulle använda ett föreställande och berättande formspråk för att framställa ett innehåll som heroiserade det arbetande folket och lyfte fram idéer som främjade socialismen. Personlig och experimentell konst tilläts inte. Musiken skulle enligt samma norm "bottna i folkets behov av enkelhet och tillgänglighet".

## Stalins privatliv

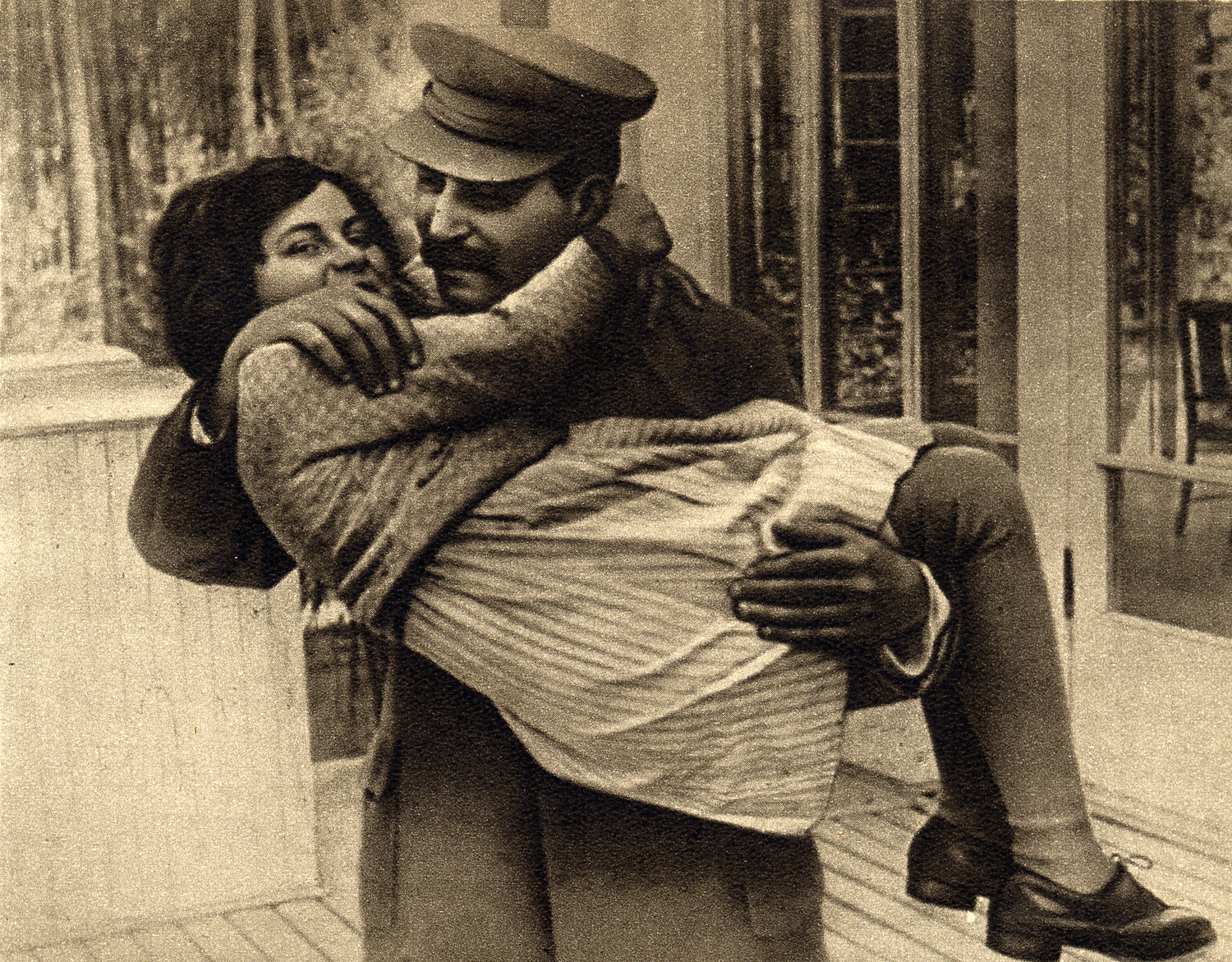
Josef Stalin med dottern Svetlana 1935.

Stalin gifte sig för första gången år 1903 med Jekaterina Svanidze. De hann dock bara vara gifta i tre år innan hon avled år 1907 i tuberkulos. De fick sonen Jakov Dzjugasjvili (1907–1943). Sonen tjänstgjorde så småningom i röda armén och under andra världskriget blev han tillfångatagen och hamnade i koncentrationsläger. Sent 1943 vägrade han att lyda en lägervakts order att gå tillbaka till ett hus på området utan gick istället mot stängslet och uppmanade vakten att skjuta. Så skedde.
Stalins andra barn fick han utomäktenskapligt med Maria Kuzakova. Han fick namnet Konstantin Kuzakov (1911–1996).
Stalins andra hustru blev Nadezjda Allilujeva-Stalina. De gifte sig 1919, då hon endast var 18 år (21 år yngre än sin man). Tillsammans fick de två barn, sonen Vasilij Stalin (1921–1962) och dottern Svetlana Stalina-Allilujeva (1926–2011). Till skillnad från fadern tycks Stalin inte ha agat sina barn i samma omfattning. Äktenskapet med "Nadja" var emellertid stormigt och efter ett bråk med sin man begick hon självmord 1932. Det finns även uppgifter om att det var Stalin som sköt henne.
Stalins mor Ketevan avled 1937. Sonen hade ett dåligt förhållande till modern och deltog inte vid hennes begravning. Sonen Vassilij, som blev officer i flygvapnet, dog alkoholiserad 1962. Svetlana lämnade Sovjetunionen 1967, fick asyl i USA och tog offentligt avstånd från sin far och regimen i Moskva.

## Stalins eftermäle
Under de första åren efter Stalins död fortsatte officiellt den stalinistiska tolkningen av Marx och Engels lära. Men i samband med 20:e partikongressen i februari 1956 höll Stalins efterträdare som kommunistpartiets generalsekreterare, Nikita Chrusjtjov, ett tal inför SUKPs (kommunistpartiet) medlemmar, benämnt Om personkulten och dess konsekvenser, där han öppet lade fram Stalins brott mot mänskligheten och sitt eget folk: terrorväldet, de militära och militär-politiska misstagen (exempelvis Molotov-Ribbentrop-pakten med det nationalsocialistiska Tyskland), som kostat många sovjetmedborgare livet, den orimliga misstänksamhet som präglade rannsakningar och förhör med helt oskyldiga människor, och framför allt den personkult som Stalin byggt upp. Därtill avslöjades en del av utrensningarna inom det egna partiet, till exempel genom de fabricerade åtalspunkterna under Moskvaprocesserna efter 1934 års partikongress, där vissa ledamöter anonymt strukit Stalins namn från valet av centralkommitténs cirka 400 medlemmar. Chrusjtjovs tal var politiskt effektfullt, men innebar knappast någon omedelbar ideologisk nyorientering; det handlade i hög grad om att måla upp Stalin och dennes inrikesminister och f.d. chefen för NKVD, tillika hans georgiske landsman Lavrentij Berija som exempel på vad den nya regimen under Chrusjtjov själv inte skulle vara. Ingen skuld skulle således falla över själva kommunistpartiet, enbart hur delar av dess högsta ledning missbrukat sina ställningar. Även om skådeprocesserna under 1930-talet togs upp som avskräckande exempel dröjde det till 1980-talet innan de ledande åtalade rehabiliterades.
Med Stalins död avskaffades de politiska avrättningarna, det sista kända politiska mordet i Sovjetunionen drabbade också Lavrentij Berija kring jul 1953. Trots en kamp om makten efter Stalins långa period som generalsekreterare inom SUKP blev Berija dess enda blodsoffer.
Nikita Chrusjtjovs kongresstal 1956, blev först enbart känt inom SUKP (kommunistpartiet), men kom snabbt till kännedom i väst, och därmed också (till exempel via radio) i Sovjetunionens "satellitstater" i Östeuropa. Under åren som följde blev talet alltmer allmänt känt även inom Sovjetunionen och i samband med 22:a partikongressen 1961 blev Chrusjtjovs "hemliga tal" definitivt erkänt inför det sovjetiska folket.
Avstaliniseringen som så sakta inletts redan före 1956, men tillfälligt avbrutits på grund av Ungernrevolten hösten detta år, fick nu hög prioritet. Statyerna förstördes eller flyttades, porträtten togs ner, skolböcker skrevs om etc. Och Stalingrad ("Stalins stad", f.d. "Tsarens stad" Tsaritsyn) fick sitt tredje och nuvarande namn Volgograd. Även miljonstaden Donetsk i Ukraina återfick sitt ursprungliga namn efter att ha hetat Stalino åren 1924–1961. Stalins mumifierade lik flyttades ut ur "Lenin-Stalin-mausoleet", och det återgick till att bara vara Leninmausoleet. Det senare får ses som en symbol för SUKP:s önskan att försöka glömma stalintidens terror.
I Stalins födelsestad, Gori i Georgien, finns Josef Stalin-museet. Som en del av museet ingår huset där Stalin föddes samt hans dödsmask.

## Bibliografi (svenska översättningar)

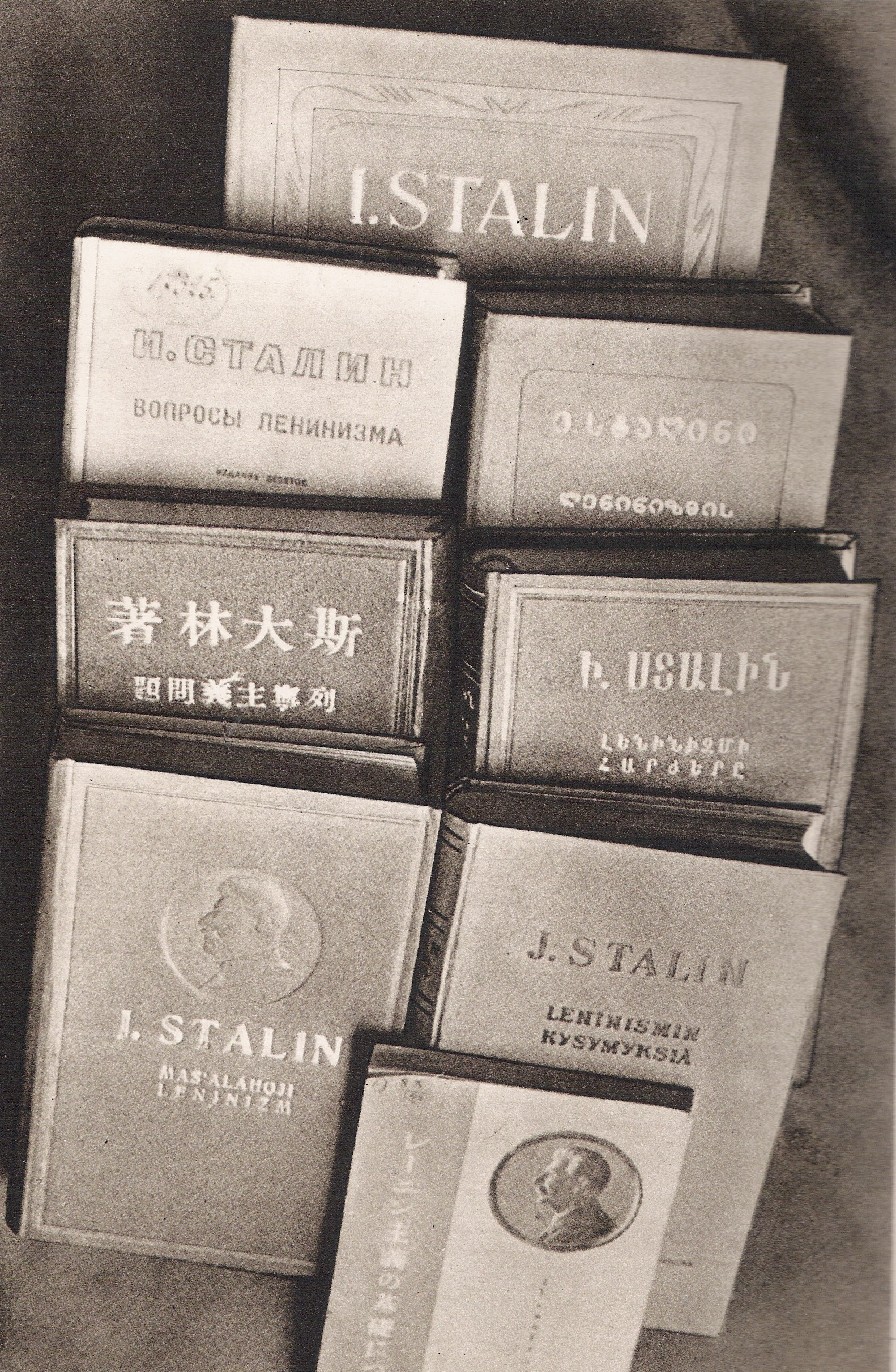
Böcker av Stalin.